# Providencia (Chile)
Providencia ist eine Kommune in der Provinz Santiago in Chile mit einer Fläche von 14 km² und 142.079 Einwohnern (Stand: 2017). Die Gemeinde liegt im Verwaltungsgebiet der Metropolregion Santiago im Großraum Santiago de Chile. Wie die anderen sechs Gemeinden im Nordosten der Stadt, ist sie eine Kommune mit einem hohen Standard an urbaner Lebensqualität und einem hohen Grünanteil im Vergleich zu anderen Gegenden in Santiago. Der ursprüngliche Name der Kommune war La Providencia, benannt nach der göttlichen Vorsehung. Das Rathausgebäude ist seit 1948 der Falabella-Palast, der 1998 zum Nationaldenkmal erklärt wurde.
An der Gemeindegrenze zu Las Condes liegt das Geschäfts- und Finanzviertel, das im Volksmund als „Sanhattan“ bekannt ist. In Bezug auf deutschsprachige Gemeinschaften in der Kommune, die zur deutschen Minderheit in Chile gehören, gibt es die Deutsche Schule Sankt Thomas Morus (römisch-katholischer Konfession), die Sankt-Michael-Kirche, eine deutschsprachige katholische Pfarrkirche und die Erlöserkirche der Lutherischen Kirche in Chile (ILCH), eine zweisprachige lutherische Kirchengemeinde.